# Chen Shu-chuan
Chen Shu-chuan (chinesisch 陳淑娟, Pinyin Chén Shújuān, W.-G. Chʻên2 Shu2-chüan1; * 20. April 1978) ist eine ehemalige taiwanesische Leichtathletin, die sich auf den Sprint spezialisiert hat.

## Sportliche Laufbahn
Erste internationale Erfahrungen sammelte Chen Shu-chuan im Jahr 1996, als sie bei den Juniorenweltmeisterschaften in Annecy mit 12,27 s und 24,60 s jeweils in der ersten Runde über 100 und 200 Meter ausschied. Anschließend gewann sie in 12,03 s die Silbermedaille im 100-Meter-Lauf bei den Juniorenasienmeisterschaften in Neu-Delhi und sicherte sich zudem in 24,39 s die Bronzemedaille über 200 Meter. Im Jahr darauf siegte sie dann in 11,70 s und 23,47 s über 100 und 200 Meter bei den Juniorenasienmeisterschaften in Bangkok und gewann zudem in 45,47 s die Bronzemedaille mit der taiwanischen 4-mal-100-Meter-Staffel. 1998 nahm sie erstmals an den Asienspielen ebendort teil und belegte dort in 23,96 s den siebten Platz im 200-Meter-Lauf und schied über 100 Meter mit 11,94 s im Vorlauf aus. 2000 startete sie über 100 Meter bei den Olympischen Sommerspielen in Sydney und kam dort mit 12,22 s nicht über die erste Runde hinaus.
2002 klassierte sie sich bei den Asienmeisterschaften in Colombo mit 12,09 s auf dem siebten Platz über 100 Meter und gelangte mit 24,27 s auf Rang sechs im 200-Meter-Lauf. Anschließend nahm sie erneut an den Asienspielen in Busan teil und schied dort mit 11,98 s und 24,29 s jeweils in der Vorrunde über 100 und 200 Meter aus. Im Jahr darauf schied sie bei der Sommer-Universiade in Daegu mit 12,17 s im Viertelfinale über 100 m aus und schied über 200 Meter mit 25,38 s im Halbfinale aus. 2005 schied sie bei den Studentenweltspielen in Izmir mit 12,45 s erneut im Viertelfinale über 100 Meter aus und kam über 200 Meter mit 25,34 s nicht über die Vorrunde hinaus. 2007 belegte sie bei den Asienmeisterschaften in Amman in 24,58 s den sechsten Platz über 200 Meter und gewann mit der Staffel in 46,48 s gemeinsam mit Lin Wen-wen, Lin Yi-chun und Li Chen Yi Ru die Bronzemedaille hinter den Teams aus Thailand und Japan. 2009 schied sie bei den Asienmeisterschaften in Guangzhou mit 25,53 s im Vorlauf über 200 Meter aus und belegte mit der Staffel in 45,81 s den fünften Platz. Anschließend gelangte sie bei den Ostasienspielen in Hongkong mit 25,08 s auf den fünften Platz über 200 Meter und gewann mit der 4-mal-400-Meter-Staffel in 3:51,08 min die Bronzemedaille hinter den Teams aus der Volksrepublik China und Japan. Daraufhin beendete sie ihre aktive sportliche Karriere im Alter von 31 Jahren.
In den Jahren 2002 und 2005 wurde Chen taiwanische Meisterin im 100-Meter-Lauf sowie 2005 auch über 200 Meter.

## Persönliche Bestleistungen
- 100 Meter: 11,47 s (−0,5 m/s), 23. März 2003 in Panchiao
- 200 Meter: 23,47 s (+1,0 m/s), 6. November 1997 in Bangkok